# Ixamatus musgravei
Espèce
Ixamatus musgravei est une espèce d'araignées mygalomorphes de la famille des Microstigmatidae.

## Distribution
Cette espèce est endémique de Nouvelle-Galles du Sud en Australie. Elle se rencontre sur le parc national de la Nouvelle-Angleterre et le parc national de Gibraltar Range.

## Description
La carapace du mâle holotype mesure 6,69 mm de long sur 5,63 mm et l'abdomen 6,75 mm de long sur 4,19 mm et la carapace de la femelle paratype mesure 5,25 mm de long sur 4,13 mm et l'abdomen 5,31 mm de long sur 3,13 mm.

## Étymologie
Cette espèce est nommée en l'honneur d'Anthony Musgrave.

## Publication originale
- Raven, 1982 : Systematics of the Australian mygalomorph spider genus Ixamatus Simon (Diplurinae: Dipluridae: Chelicerata). Australian Journal of Zoology, vol. 30, no 6, p. 1035-1067.